# Discografia dei Beach Boys
La discografia dei Beach Boys è composta da 29 album di studio, 11 album live e 56 raccolte ufficiali.

## Album in studio
| Anno | Album                              | Posizioni in classifica | Posizioni in classifica | Posizioni in classifica |
| Anno | Album                              | US 200                  | UK                      | AUS                     |
| ---- | ---------------------------------- | ----------------------- | ----------------------- | ----------------------- |
| 1962 | Surfin' Safari                     | 32                      | —                       | —                       |
| 1963 | Surfin' USA                        | 2                       | 17                      | —                       |
| 1963 | Surfer Girl                        | 7                       | 13                      | —                       |
| 1963 | Little Deuce Coupe                 | 4                       | —                       | —                       |
| 1964 | Shut Down Volume 2                 | 13                      | —                       | —                       |
| 1964 | All Summer Long                    | 4                       | —                       | —                       |
| 1964 | The Beach Boys' Christmas Album    | 6                       | —                       | —                       |
| 1965 | The Beach Boys Today!              | 4                       | 6                       | —                       |
| 1965 | Summer Days (And Summer Nights!!)  | 2                       | 4                       | —                       |
| 1965 | Beach Boys' Party!                 | 6                       | 3                       | —                       |
| 1966 | Pet Sounds                         | 10                      | 2                       | —                       |
| 1967 | Smiley Smile                       | 41                      | 9                       | —                       |
| 1967 | Wild Honey                         | 24                      | 7                       | —                       |
| 1968 | Friends                            | 126                     | 13                      | —                       |
| 1969 | 20/20                              | 68                      | 3                       | —                       |
| 1970 | Sunflower                          | 151                     | 29                      | —                       |
| 1971 | Surf's Up                          | 29                      | 15                      | 32                      |
| 1972 | Carl and the Passions - "So Tough" | 50                      | 25                      | 42                      |
| 1973 | Holland                            | 36                      | 20                      | 37                      |
| 1976 | 15 Big Ones                        | 8                       | 31                      | 17                      |
| 1977 | Love You                           | 53                      | 28                      | 90                      |
| 1978 | M.I.U. Album                       | 151                     | —                       | 70                      |
| 1979 | L.A. (Light Album)                 | 100                     | 32                      | 70                      |
| 1980 | Keepin' the Summer Alive           | 75                      | 54                      | 64                      |
| 1985 | The Beach Boys                     | 52                      | 60                      | 67                      |
| 1989 | Still Cruisin'                     | 46                      | —                       | 24                      |
| 1992 | Summer in Paradise                 | —                       | —                       | 53                      |
| 1996 | Stars and Stripes Vol. 1           | 101                     | —                       | —                       |
| 2012 | That's Why God Made the Radio      | 3                       | 15                      | —                       |

## Album dal vivo
| Anno | Album                                       | Posizioni in classifica | Posizioni in classifica | Certificazioni |
| Anno | Album                                       | US 200                  | AUS                     | US             |
| ---- | ------------------------------------------- | ----------------------- | ----------------------- | -------------- |
| 1964 | Beach Boys Concert                          | 1                       | 3                       | —              |
| 1970 | Live in London (Beach Boys '69)             | 75                      | —                       | —              |
| 1973 | The Beach Boys in Concert                   | 25                      | 29                      | Disco D’oro    |
| 2002 | Good Timin': Live at Knebworth England 1980 | 101                     | —                       | —              |
| 2006 | Songs from Here & Back                      | —                       | —                       | —              |
| 2013 | Live – The 50th Anniversary Tour            | —                       | —                       | —              |
| 2014 | Live in Sacramento 1964                     | —                       | —                       | —              |
| 2015 | Live in Chicago 1965                        | —                       | —                       | —              |
| 2016 | Graduation Day 1966                         | —                       | —                       | —              |
| 2017 | 1967 - Live Sunshine                        | —                       | —                       | —              |
| 2018 | The Beach Boys On Tour: 1968                | —                       | —                       | —              |

## Raccolte e cofanetti
| Album                                                                | Anno | Classifiche | Classifiche | Classifiche | Classifiche | Classifiche | Classifiche |
| Album                                                                | Anno | US          | AUS         | CAN         | GER         | NL          | UK          |
| -------------------------------------------------------------------- | ---- | ----------- | ----------- | ----------- | ----------- | ----------- | ----------- |
| Best of The Beach Boys                                               | 1966 | 8           | —           | —           | —           | —           | 2           |
| Best of The Beach Boys Vol. 2                                        | 1967 | 50          | —           | —           | —           | —           | 3           |
| Best of The Beach Boys Vol. 3                                        | 1968 | 153         | —           | —           | —           | —           | 8           |
| Stack-O-Tracks                                                       | 1968 | —           | —           | —           | —           | —           | —           |
| Good Vibrations                                                      | 1970 | —           | —           | 77          | —           | —           | —           |
| Greatest Hits                                                        | 1970 | —           | —           | —           | —           | —           | 5           |
| Endless Summer                                                       | 1974 | 1           | 23          | 1           | —           | —           | —           |
| Spirit of America                                                    | 1975 | 8           | 79          | 25          | —           | —           | —           |
| Good Vibrations: Best of The Beach Boys                              | 1975 | 25          | —           | 69          | —           | —           | —           |
| 20 Golden Greats                                                     | 1976 | —           | 26          | —           | —           | —           | 1           |
| The Capitol Years                                                    | 1980 | —           | —           | —           | —           | —           | —           |
| Ten Years of Harmony                                                 | 1981 | 156         | —           | —           | —           | —           | —           |
| Sunshine Dream                                                       | 1982 | 180         | —           | —           | —           | —           | —           |
| Be True to Your School                                               | 1982 | —           | —           | —           | —           | —           | —           |
| Rarities                                                             | 1983 | —           | —           | —           | —           | —           | —           |
| The Very Best of The Beach Boys                                      | 1983 | —           | 8           | —           | —           | —           | 1           |
| Made in U.S.A.                                                       | 1986 | 96          | 67          | —           | —           | —           | —           |
| California Gold: The Very Best of The Beach Boys                     | 1990 | —           | —           | —           | 30          | 17          | —           |
| Summer Dreams                                                        | 1990 | —           | 10          | —           | —           | —           | 2           |
| Lost & Found (1961–62)                                               | 1991 | —           | —           | —           | —           | —           | —           |
| Good Vibrations: Thirty Years of The Beach Boys                      | 1993 | —           | —           | —           | —           | —           | —           |
| I Love You                                                           | 1993 | —           | —           | —           | —           | —           | —           |
| The Best of The Beach Boys                                           | 1995 | —           | —           | —           | —           | —           | 25          |
| The Greatest Hits - Volume 1: 20 Good Vibrations                     | 1995 | 95          | —           | —           | —           | —           | —           |
| 20 Great Love Songs                                                  | 1996 | —           | —           | —           | —           | —           | —           |
| The Pet Sounds Sessions                                              | 1997 | —           | —           | —           | —           | —           | —           |
| Greatest Hits                                                        | 1998 | —           | —           | —           | —           | —           | 28          |
| Endless Harmony Soundtrack                                           | 1998 | —           | —           | —           | —           | —           | 56          |
| Ultimate Christmas                                                   | 1998 | —           | —           | —           | —           | —           | —           |
| The Greatest Hits - Volume 2: 20 More Good Vibrations                | 1999 | 192         | —           | —           | —           | —           | —           |
| Best of the Brother Years 1970–1986: Greatest Hits Volume 3          | 2000 | —           | —           | —           | —           | —           | —           |
| Hawthorne, CA: Birthplace of a Musical Legacy                        | 2001 | —           | —           | —           | —           | —           | —           |
| The Very Best of The Beach Boys                                      | 2001 | —           | —           | —           | —           | —           | 31          |
| Classics Selected by Brian Wilson                                    | 2002 | 159         | —           | —           | —           | —           | 112         |
| Hits Of The Beach Boys                                               | 2002 | —           | —           | —           | —           | —           | —           |
| Sounds of Summer: The Very Best of The Beach Boys                    | 2003 | 16          | 37          | —           | 24          | —           | 46          |
| The Platinum Collection (Sounds of Summer Edition)                   | 2005 | —           | —           | —           | —           | 33          | 30          |
| The Warmth of the Sun                                                | 2007 | 40          | —           | —           | —           | —           | —           |
| The Original US Singles Collection The Capitol Years 1962–1965       | 2008 | —           | —           | —           | —           | —           | —           |
| Summer Love Songs                                                    | 2009 | —           | —           | —           | —           | —           | —           |
| The Smile Sessions                                                   | 2011 | 27          | —           | —           | 26          | 20          | 25          |
| 50th Anniversary Collection 'Zinepak                                 | 2012 | 86          | —           | —           | —           | —           | —           |
| 50 Big Ones: Greatest Hits                                           | 2012 | 95          | —           | —           | 96          | —           | 30          |
| Greatest Hits                                                        | 2012 | —           | —           | —           | —           | 32          | —           |
| Made in California                                                   | 2013 | —           | —           | —           | —           | —           | —           |
| The Big Beat: 1963                                                   | 2013 | —           | —           | —           | —           | —           | —           |
| Keep an Eye on Summer: 1964                                          | 2014 | —           | —           | —           | —           | —           | —           |
| Beach Boys' Party! Uncovered and Unplugged                           | 2015 | —           | —           | —           | —           | —           | —           |
| Pet Sounds: 50th Anniversary                                         | 2016 | —           | —           | —           | —           | —           | —           |
| Becoming The Beach Boys: The Complete Hite & Dorinda Morgan Sessions | 2016 | —           | —           | —           | —           | —           | —           |
| 1967 – Sunshine Tomorrow                                             | 2017 | 145         | —           | —           | —           | —           | 49          |
| 1967 – Sunshine Tomorrow 2: The Studio Sessions                      | 2017 | —           | —           | —           | —           | —           | —           |
| Wake the World: The Friends Sessions                                 | 2018 | —           | —           | —           | —           | —           | —           |
| I Can Hear Music: The 20/20 Sessions                                 | 2018 | —           | —           | —           | —           | —           | —           |
| Feel Flows: The Sunflower & Surf's Up Sessions 1969–1971             | 2021 | 83          | —           | —           | 19          | —           | 19          |
| Sail On Sailor - 1972                                                | 2022 | —           | —           | —           | 84          | —           | —           |

## Singoli
| Data                           | Titolo                                                                                    | Etichetta             | Posizioni in classifica | Posizioni in classifica | Posizioni in classifica | Posizioni in classifica | Posizioni in classifica | Posizioni in classifica | Certif. RIAA |
| Data                           | Titolo                                                                                    | Etichetta             | US                      | US AC                   | UK                      | AUS                     | Nor                     | Sve                     | Certif. RIAA |
| ------------------------------ | ----------------------------------------------------------------------------------------- | --------------------- | ----------------------- | ----------------------- | ----------------------- | ----------------------- | ----------------------- | ----------------------- | ------------ |
| Novembre 1961                  | Surfin'/Luau                                                                              | Candix Records (331)  |                         |                         |                         |                         |                         |                         |              |
| Dicembre 1961                  | Surfin'/Luau                                                                              | X Records             |                         |                         |                         |                         |                         |                         |              |
| Gennaio 1962                   | Surfin'/Luau                                                                              | Candix Records (301)  | 75                      |                         |                         |                         |                         |                         |              |
| 4 giugno 1962                  | Surfin' Safari/ (A-side)                                                                  | Capitol Records       | 14                      |                         |                         | 48                      |                         | 1                       |              |
|                                | → 409 (B-side)                                                                            | Capitol Records       | 76                      |                         |                         |                         |                         |                         |              |
| 19 novembre 1962               | Ten Little Indians/County Fair                                                            | Capitol Records       | 49                      |                         |                         |                         |                         | 8                       |              |
| 4 marzo 1963                   | Surfin' USA/ (A-side)                                                                     | Capitol Records       | 3                       |                         | 34                      | 12                      |                         | 8                       |              |
|                                | → Shut Down (B-side)                                                                      | Capitol Records       | 23                      |                         |                         |                         |                         |                         |              |
| 22 luglio 1963                 | Surfer Girl/ (A-side)                                                                     | Capitol Records       | 7                       |                         |                         | 17                      |                         |                         |              |
|                                | → Little Deuce Coupe (B-side)                                                             | Capitol Records       | 15                      |                         |                         | 17                      |                         |                         |              |
| 14 ottobre 1963                | Be True to Your School/ (A-side)                                                          | Capitol Records       | 6                       |                         |                         | 78                      |                         | 16                      |              |
|                                | → In My Room (B-side)                                                                     | Capitol Records       | 23                      |                         |                         | 78                      |                         |                         |              |
| 2 dicembre 1963                | Little Saint Nick/The Lord's Prayer                                                       | Capitol Records       |                         |                         |                         |                         |                         |                         |              |
| 1º febbraio 1964               | Hawaii/The Rocking Surfer                                                                 | Capitol Records       |                         |                         |                         | 9                       |                         |                         |              |
| 3 febbraio 1964                | Fun, Fun, Fun/ (A-side)                                                                   | Capitol Records       | 5                       |                         |                         | 17                      |                         |                         |              |
|                                | → Why Do Fools Fall in Love (B-side)                                                      | Capitol Records       | 120                     |                         |                         |                         |                         |                         |              |
| 11 maggio 1964                 | I Get Around/ (A-side)                                                                    | Capitol Records       | 1                       |                         | 7                       | 33                      |                         | 19                      | Gold         |
|                                | → Don't Worry Baby (B-side)                                                               | Capitol Records       | 24                      |                         |                         | 33                      |                         |                         |              |
| 17 agosto 1964                 | When I Grow Up (To Be a Man)/ (A-side)                                                    | Capitol Records       | 9                       |                         | 27                      | 39                      |                         |                         |              |
|                                | → She Knows Me Too Well (B-side)                                                          | Capitol Records       | 101                     |                         |                         |                         |                         |                         |              |
| 21 settembre 1964              | Four by The Beach Boys (EP) / Little Honda/Wendy                                          | Capitol Records       | 44                      |                         | 11                      |                         | 8                       | 1                       |              |
| 26 ottobre 1964                | Dance, Dance, Dance/ (A-side)                                                             | Capitol Records       | 8                       |                         | 24                      | 52                      |                         | 13                      |              |
|                                | → The Warmth of the Sun (B-side)                                                          | Capitol Records       |                         |                         |                         |                         |                         |                         |              |
| 16 novembre 1964               | The Man with All the Toys / Blue Christmas                                                | Capitol Records       |                         |                         |                         |                         |                         |                         |              |
| 8 febbraio 1965                | Do You Wanna Dance? / (A-side)                                                            | Capitol Records       | 12                      |                         |                         | 95                      |                         | 18                      |              |
|                                | → Please Let Me Wonder (B-side)                                                           | Capitol Records       | 52                      |                         |                         |                         |                         |                         |              |
| 5 aprile 1965                  | Help Me, Rhonda / Kiss Me, Baby                                                           | Capitol Records       | 1                       |                         | 27                      | 16                      |                         | 7                       |              |
| 12 luglio 1965                 | California Girls/ (A-side)                                                                | Capitol Records       | 3                       |                         | 26                      | 58                      |                         | 18                      |              |
|                                | → Let Him Run Wild (B-side)                                                               | Capitol Records       |                         |                         |                         |                         |                         |                         |              |
| 8 novembre 1965                | The Little Girl I Once Knew/There's No Other (Like My Baby)                               | Capitol Records       | 20                      |                         |                         |                         |                         |                         |              |
| 20 dicembre 1965               | Barbara Ann/ (A-side)                                                                     | Capitol Records       | 2                       |                         | 3                       | 2                       | 1                       | 2                       |              |
|                                | → Girl Don't Tell Me (B-side)                                                             | Capitol Records       |                         |                         |                         |                         |                         |                         |              |
| 7 marzo 1966                   | Caroline, No/Summer Means New Love (A nome "Brian Wilson")                                | Capitol Records       | 32                      |                         |                         |                         |                         |                         |              |
|                                | Sloop John B/ (A-side)                                                                    | Capitol Records       | 3                       |                         | 2                       | 17                      | 1                       | 4                       |              |
| 21 marzo 1966                  | → You're So Good to Me (B-side)                                                           | Capitol Records       |                         |                         |                         | 17                      |                         |                         |              |
| 11 luglio 1966                 | Wouldn't It Be Nice/ (A-side)                                                             | Capitol Records       | 8                       |                         |                         | 17                      |                         |                         |              |
|                                | → God Only Knows (B-side)                                                                 | Capitol Records       | 39                      |                         | 2                       | 17                      | 6                       |                         |              |
| 10 ottobre 1966                | Good Vibrations/Let's Go Away for Awhile                                                  | Capitol Records       | 1                       |                         | 1                       | 1                       | 2                       | 3                       | Gold         |
| Maggio 1967                    | Then I Kissed Her/Mountain of Love                                                        | Capitol Records       |                         |                         | 5                       | 14                      | 10                      | 4                       |              |
| 24 luglio 1967                 | Heroes and Villains/You're Welcome                                                        | Brother Records       | 12                      |                         | 8                       | 13                      |                         | 7                       |              |
| 28 agosto 1967                 | Gettin' Hungry/Devoted to You (A nome "Brian Wilson & Mike Love")                         | Brother Records       |                         |                         |                         |                         |                         |                         |              |
| 23 ottobre 1967                | Wild Honey/Wind Chimes                                                                    | Capitol Records       | 31                      |                         | 29                      | 25                      |                         |                         |              |
| 11 dicembre 1967               | Darlin'/Here Today                                                                        | Capitol Records       | 19                      |                         | 11                      | 28                      |                         |                         |              |
| 8 aprile 1968                  | Friends/Little Bird                                                                       | Capitol Records       | 47                      |                         | 25                      |                         |                         |                         |              |
| 15 luglio 1968                 | Do It Again/Wake the World                                                                | Capitol Records       | 20                      |                         | 1                       | 2                       | 5                       | 8                       |              |
| 2 dicembre 1968                | Bluebirds over the Mountain/Never Learn Not to Love                                       | Capitol Records       | 61                      |                         | 33                      | 90                      |                         |                         |              |
| 24 febbraio 1969               | I Can Hear Music/All I Want to Do                                                         | Capitol Records       | 24                      |                         | 10                      | 10                      |                         | 15                      |              |
| 23 giugno 1969                 | Break Away/Celebrate the News                                                             | Capitol Records       | 63                      |                         | 6                       | 83                      |                         |                         |              |
| 23 febbraio 1970               | Add Some Music to Your Day/Susie Cincinnati                                               | Brother Records       | 64                      |                         |                         |                         |                         |                         |              |
| 20 aprile 1970                 | Cottonfields/The Nearest Faraway Place                                                    | Capitol Records       | 103                     |                         | 5                       | 1                       | 1                       | 2                       |              |
| 29 giugno 1970                 | Slip On Through/This Whole World                                                          | Brother Records       |                         |                         |                         |                         |                         |                         |              |
| Novembre 1970                  | Tears in the Morning/It's About Time                                                      | Brother Records       |                         |                         |                         |                         |                         |                         |              |
| Febbraio 1971                  | Cool, Cool Water/Forever                                                                  | Brother Records       |                         |                         |                         |                         |                         |                         |              |
| Aprile 1971                    | Wouldn't It Be Nice (live)/The Times They Are a-Changin' (by Merry Clayton)               | Ode Records           |                         |                         |                         |                         |                         |                         |              |
| 24 maggio 1971                 | Long Promised Road/Deirdre                                                                | Brother Records       |                         |                         |                         |                         |                         |                         |              |
| 11 ottobre 1971                | Long Promised Road/'Til I Die                                                             | Brother Records       | 89                      |                         |                         |                         |                         |                         |              |
| 8 novembre 1971                | Surf's Up/Don't Go Near the Water                                                         | Brother Records       |                         |                         |                         |                         |                         |                         |              |
| 31 gennaio 1972                | Student Demonstration Time/Don't Go Near the Water                                        | Stateside Records     |                         |                         |                         | 62                      |                         |                         |              |
| 15 maggio 1972                 | You Need a Mess of Help to Stand Alone/Cuddle Up                                          | Brother Records       |                         |                         |                         |                         |                         |                         |              |
| 26 giugno 1972                 | Marcella/Hold On Dear Brother                                                             | Brother Records       | 110                     |                         |                         |                         |                         |                         |              |
| 29 gennaio 1973                | Sail On, Sailor/Only with You                                                             | Brother Records       | 79                      |                         |                         |                         |                         |                         |              |
| 16 aprile 1973                 | California Saga: California/Funky Pretty                                                  | Brother Records       | 84                      |                         | 37                      |                         |                         |                         |              |
| 17 agosto 1974 (US chart date) | Surfin' USA/The Warmth of the Sun                                                         | Capitol Records       | 36                      |                         |                         | 66                      |                         |                         |              |
| 23 dicembre 1974               | Child of Winter/Susie Cincinnati                                                          | Brother Records       |                         |                         |                         |                         |                         |                         |              |
| 10 marzo 1975                  | Sail On, Sailor/Only with You                                                             | Brother Records       | 49                      |                         |                         |                         |                         |                         |              |
| 24 maggio 1976                 | Rock and Roll Music/T M Song                                                              | Brother Records       | 5                       |                         | 36                      | 35                      |                         |                         |              |
| 9 agosto 1976                  | It's OK/Had to Phone Ya                                                                   | Brother Records       | 29                      | 33                      |                         |                         |                         |                         |              |
| 1º settembre 1976              | Everyone's in Love with You/Susie Cincinnati                                              | Brother Records       |                         |                         |                         |                         |                         |                         |              |
| 30 maggio 1977                 | Honkin' Down the Highway/Solar System                                                     | Brother Records       |                         |                         |                         |                         |                         |                         |              |
| 28 agosto 1978                 | Peggy Sue/Hey, Little Tomboy                                                              | Brother Records       | 59                      | 46                      |                         | 97                      |                         |                         |              |
| 19 febbraio 1979               | Here Comes the Night/Baby Blue                                                            | Caribou Records       | 44                      |                         | 37                      | 90                      |                         |                         |              |
| 16 aprile 1979                 | Good Timin'/Love Surrounds Me                                                             | Caribou Records       | 40                      | 12                      |                         |                         |                         |                         |              |
| Giugno 1979                    | Lady Lynda/Full Sail                                                                      | Caribou Records       |                         | 39                      | 6                       | 54                      |                         |                         |              |
| Settembre 1979                 | It's a Beautiful Day/Sumahama                                                             | Caribou Records       |                         |                         | 45                      |                         |                         |                         |              |
| 11 marzo 1980                  | Goin' On/Endless Harmony                                                                  | Caribou Records       | 83                      |                         |                         |                         |                         |                         |              |
| 20 maggio 1980                 | Livin' with a Heartache/Santa Ana Winds                                                   | Caribou Records       |                         |                         |                         |                         |                         |                         |              |
| Ottobre 1981                   | The Beach Boys Medley/God Only Knows                                                      | Capitol Records       | 12                      | 20                      |                         | 16                      |                         |                         |              |
| 2 novembre 1981                | Come Go with Me/Don't Go Near the Water                                                   | Caribou Records       | 18                      | 11                      |                         |                         |                         |                         |              |
| Settembre 1984                 | East Meets West (con i The 4 Seasons)                                                     | FBI Records           |                         |                         |                         |                         |                         |                         |              |
| 8 maggio 1985                  | Getcha Back/Male Ego                                                                      | Caribou Records       | 26                      | 2                       |                         | 81                      |                         |                         |              |
| 17 luglio 1985                 | It's Gettin' Late/It's OK                                                                 | Caribou Records       | 82                      | 20                      |                         |                         |                         |                         |              |
| 2 ottobre 1985                 | She Believes in Love Again/It's Just a Matter of Time                                     | Caribou Records       |                         | 26                      |                         |                         |                         |                         |              |
| 9 giugno 1986                  | Rock 'n' Roll to the Rescue/Good Vibrations (Live in London)                              | Capitol Records       | 68                      |                         |                         | 79                      |                         |                         |              |
| 1º settembre 1986              | California Dreamin'/Lady Liberty                                                          | Capitol Records       | 57                      | 8                       |                         |                         |                         |                         |              |
| Luglio 1987                    | Wipe Out (con i The Fat Boys)                                                             | Tin Pan Apple Records | 12                      |                         | 2                       |                         |                         |                         |              |
| Novembre 1987                  | Happy Endings (con Little Richard) /California Girls (live)                               | Critique Records      |                         |                         |                         |                         |                         |                         |              |
| 18 luglio 1988                 | Kokomo/Tutti Frutti (Little Richard)                                                      | Elektra Records       | 1                       | 5                       | 25                      | 1                       |                         |                         | Platinum     |
| Dicembre 1988                  | Don't Worry Baby (con The Everly Brothers)                                                | Capitol Records       |                         |                         |                         |                         |                         |                         |              |
| 7 agosto 1989                  | Still Cruisin'/Kokomo                                                                     | Capitol Records       | 93                      | 9                       |                         | 28                      |                         |                         |              |
| Gennaio 1990                   | Somewhere Near Japan/Kokomo                                                               | Capitol Records       |                         |                         |                         |                         |                         |                         |              |
| Giugno 1990                    | Wouldn't It Be Nice/The Beach Boys Medley                                                 | Capitol Records       |                         |                         |                         | 58                      |                         |                         |              |
| Luglio 1990                    | Problem Child (dalla colonna sonora del film Piccola peste) /Problem Child (instrumental) | RCA Records           |                         | 38                      |                         |                         |                         |                         |              |
| Luglio 1992                    | Hot Fun in the Summertime/Summer of Love                                                  | Brother Records       |                         | 17                      |                         |                         |                         |                         |              |
| 28 dicembre 1992               | Forever (con John Stamos)                                                                 | Brother Records       |                         |                         |                         | 97                      |                         |                         |              |
| Agosto 1996                    | I Can Hear Music                                                                          | River North Records   |                         | 16                      |                         |                         |                         |                         |              |
| 16 aprile 2011                 | Good Vibrations/Heroes and Villains                                                       | Capitol Records       |                         |                         |                         |                         |                         |                         |              |
| 19 aprile 2011                 | Don't Fight the Sea/Friends (a Cappella)                                                  | Universal             |                         |                         |                         |                         |                         |                         |              |
| 1º novembre 2011               | Heroes and Villains Part One/Heroes and Villains Part Two                                 | Capitol Records       |                         |                         |                         |                         |                         |                         |              |
| 1º novembre 2011               | Vega-Tables/Surf's Up                                                                     | Capitol Records       |                         |                         |                         |                         |                         |                         |              |
| 25 aprile 2012                 | That's Why God Made the Radio                                                             | Capitol Records       |                         | 30                      |                         |                         |                         |                         |              |
| 28 settembre 2012              | Isn't It Time                                                                             | Capitol Records       |                         |                         |                         |                         |                         |                         |              |

## Apparizioni in compilation
- 1973 - American Graffiti (colonna sonora)
- 1974 - Chicago VII album dei Chicago Transit Authority
- 1974 - Caribou album di Elton John
- 1987 - Good Morning Vietnam (colonna sonora)
- 1988 - Cocktail (colonna sonora)
- 1991 - Two Rooms: Celebrating the Songs of Elton John & Bernie Taupin
- 1994 - Baywatch (colonna sonora)
- 1996 - Don't Stop album degli Status Quo